# Копертино
Копертино (итал. Copertino) — коммуна в Италии, располагается в регионе Апулия, в провинции Лечче.
Население составляет 24 372 человека (2008 г.), плотность населения составляет 422 чел./км². Занимает площадь 58 км². Почтовый индекс — 73043. Телефонный код — 0832.
Покровителями коммуны почитаются святой Себастьян и Джузеппе, празднование 18 сентября.

## Демография
Динамика населения:

## Города-побратимы
- Озимо, Италия

## Администрация коммуны
- Официальный сайт: http://www.comune.copertino.le.it/